# Hilarigona similis
Hilarigona similis är en tvåvingeart som beskrevs av Collin 1933. Hilarigona similis ingår i släktet Hilarigona och familjen dansflugor. Inga underarter finns listade i Catalogue of Life.